# Nederland Zingt
Nederland Zingt is een televisieprogramma van de Evangelische Omroep (EO), waarbij men koor- en samenzang vanuit verschillende kathedralen en kerken in Nederland opneemt en uitzendt. Het tv-programma heeft diverse opnames per jaar, waaraan verschillende solisten en koren meewerken.
Nederland Zingt is een wekelijks tv-programma met geestelijke liederen. De programma's worden voornamelijk samengesteld door organist/componist Martin Zonnenberg.

## Ontstaan
In 1990 werd maandelijks een tv-muziekprogramma uitgezonden met koor- en samenzang, provinciale wetenswaardigheden, folklore en beroemdheden uit de regio. Het programma werd een provincietocht en kreeg de titel Groningen Zingt, Friesland Zingt, enz. De laatste uitzending van deze serie, werd overkoepelend Nederland Zingt genoemd.
Tijdens de coronapandemie boden veel kerkgenootschappen online kerkdiensten aan. De EO stelde hiervoor liederen van de live kerkdiensten van Beam en Nederland Zingt gratis via YouTube beschikbaar.

## Varianten
Na het succes van Nederland Zingt, werd besloten ook een variant voor de zondag te maken: Nederland Zingt op Zondag. Er kwamen meditaties van ds. Arie van der Veer, gecombineerd met koor- en samenzang. De eerste aflevering van dit programma werd op zondag 3 september 1995 uitgezonden. Na enkele jaren werd de presentatie ook verzorgd door Wigle Tamboer en Arjan Lock. Sinds 2020 heet dit Nederland zingt: Dichtbij.
Vanaf 1991 waren De Muzikale Fruitmand-dagen in Barneveld een feit. Ruim 4000 fans kwamen in de Veluwehal samen om met elkaar te zingen. In 2002 besloten om de formats van de Muzikale Fruitmand-dagen en de EO-Familiedagen samen te voegen tot de Nederland Zingt Dag. De Nederland Zingt Dag trekt jaarlijks zo'n 10.000 bezoekers naar de Jaarbeurs in Utrecht.